# Kultura Polska (czasopismo)
Kultura Polska – miesięcznik poświęcony tematyce oświatowej oraz społecznej i antyklerykalnej, wydawany w latach 1908–1912 w Warszawie.
Miesięcznik redagowany był przez Aleksandra Świętochowskiego i odzwierciedlał opinie polskiej inteligencji liberalnej związanej ze Związkiem Postępowo-Demokratycznym. Zwalczał przejawy klerykalizacji życia społecznego i oświaty. Wspierał też rodzący się ruch ludowy.